# پالمر، استرالیای جنوبی
پالمر (به انگلیسی: Palmer) یک شهرک در استرالیا است که در استرالیای جنوبی واقع شده‌است.